# 法律援助署

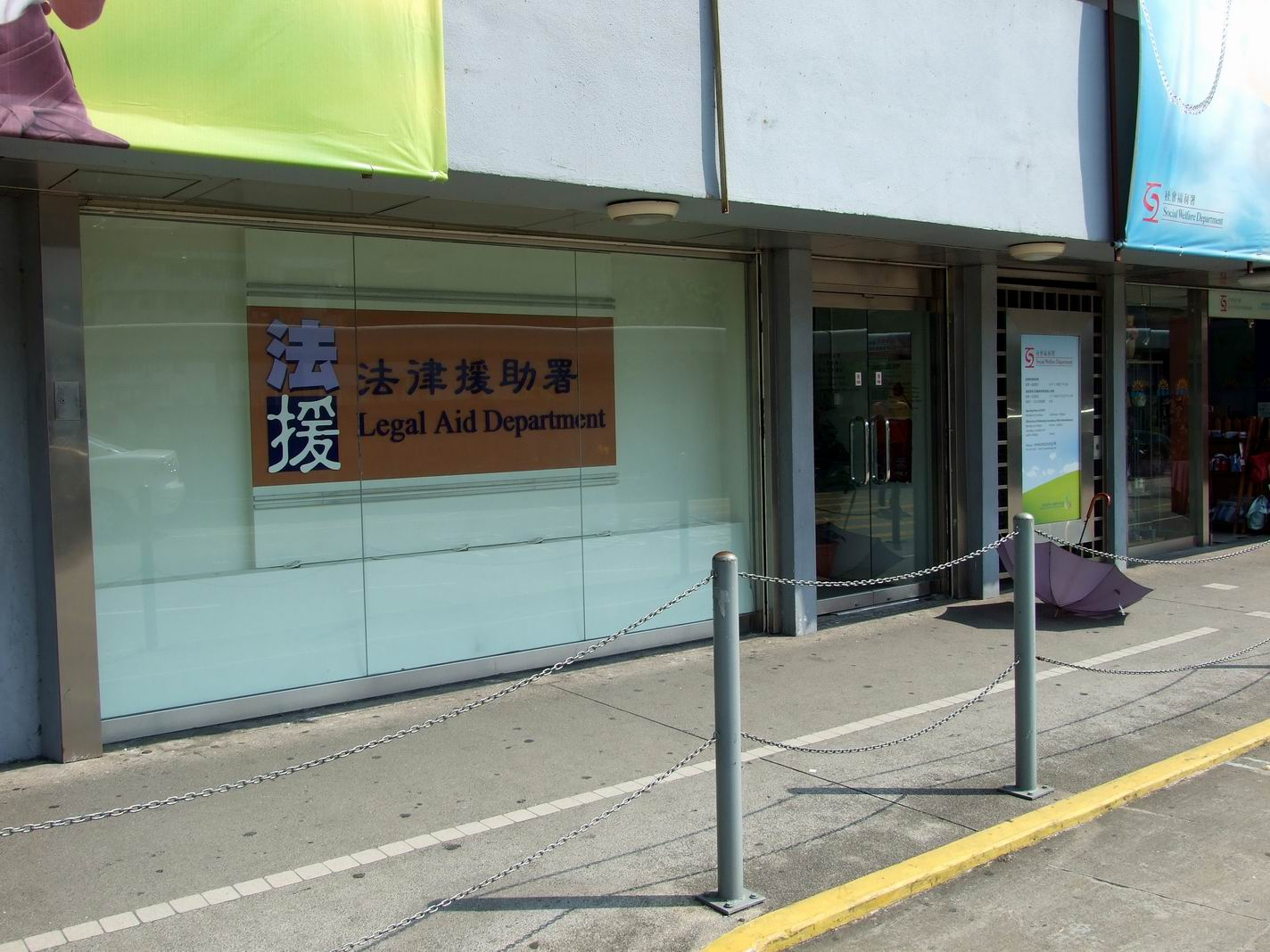
法律援助署於旺角政府合署分署

法律援助署（簡稱法援署，縮寫：LAD）是政務司司長辦公室轄下的部門，專門向香港市民提供法律援助服務。現任署長為莊因東。

## 宗旨
法律援助署成立目的是致力於：
- 確保所有符合資格接受法律援助的人士不會因欠缺經濟能力而沒法尋求公義。
- 維持高水準的專業工作表現和操守。
- 培養並維繫一支精益求精、積極進取、訓練有素及盡忠職守的工作隊伍。
- 與法律界人士維持緊密合作和聯繫，共同達成本署抱負。
- 使法援工作盡量配合社會需求。

## 簡介
法律援助署成立於1970年10月28日。成立之初只有數名職員，直到2000年人數規模才發展至約600名。它隸屬政務司司長辦公室，現時由法律援助服務局監察。其主要工作包括了審批法援申請、外判個案制度、監察外判個案、署內律師辦理的訴訟。而轄下有申請及審查科、政策及行政科、訴訟科。當中訴訟科分民事訴訟組及刑事組兩個類別。雖然法定代表律師辦事處屬於法援署一部份，但仍是個獨立運作的單位，與法律援助署其他組別分開。
法律援助主要為牽涉香港區域法院、香港原訟法庭、香港上訴法庭、裁判法院聆訊及香港終審法院審理案件的任何人士而設。只要申請人的財務情況符合申請資格，而案情又具充分理據提出訴訟或抗辯，便可獲法律援助。
法律援助署署長除了是該署首長，亦是法律援助服務局和僱員補償援助基金管理局的官方成員。

## 爭議

### 大律師被欠費風波
截至2018年6月15日，《名冊》內的大律師共有一千零二十七名，而足足有近一百宗拖欠費用拖了幾年，七成是大律師，其餘為事務律師。郭榮鏗議員指出其中一個案例中，他幫助一名被欠費100萬元的大律師追回80多萬元，可惜很多個案不能成功追回大部分欠款，甚至有一名大律師曾被拖欠30萬款項，結果只收到400元支票。因此，引起大部分律師不滿，並表明不會再接法援案件。大律師石書銘更表示如若資源繼續傾斜，最終受害的只會是公眾。

### 法律援助常被濫用
法律援助署從2014年開始支出長期飆升，原因始於市民每當社會出現重大議題時，便透過司法覆核再申請法援，以致它被批評淪為政治工具，明顯事例如「長洲覆核王」郭卓堅及謝世傑。有見及此，法援署在2018年1月2日起修訂律師及大律師每年處理案件宗數上限，並重新制定委派律師準則，減少法援服務被公眾濫用和聘請律師方面所衍生的費用。
2024年8月，《守護大嶼聯盟》召集人謝世傑為挑戰環保署批准新田科技城環評報告，申請法援以入稟司法覆核。但在2025年1月，謝世傑已表示其法援申請已經被拒絕，理據是法援署質疑他的財務狀況及訴訟理由，要求謝披露更多資料。謝世傑早前已涉嫌詐騙社署長者生活津貼及房屋署公屋租住相關申請被捕。

### 對法援申請進行政治審查
於2019年10月1日，全港多區爆發警民衝突，中五男學生曾志健於荃灣大河道被警方開實彈射中左胸，情況一度危殆。曾其後就中槍一事入稟人身傷害索償，至2020年8月14日，黃之鋒透露法援署未審先判，主觀判定警方當時使用合法武力從而拒絕申請，形容法援署的政治審查越加明顯。曾志健透過第三方回應，指對法援署不批准他的法援申請感到失望和憤怒，質疑是政治判斷，法律學者張達明回應事件時，法援署審查只用來確保案件非「天馬行空」或「瑣碎無聊」，不用證明「一定贏」。

## 歷任署長
- 陳樹鍈（1996年6月—2004年8月）
- 張景文（2004年8月—2010年1月）
- 陳香屏（2010年1月—2013年9月）
- 鄺寶昌（2013年9月—2022年3月)
- 莊因東（2022年3月一)

## 外部連結
- 香港特別行政區政府 法律援助署 （页面存档备份，存于）
- 第91章：法律援助條例 （页面存档备份，存于）
- 第91A章 法律援助規例 （页面存档备份，存于）